# 성경의 뱀

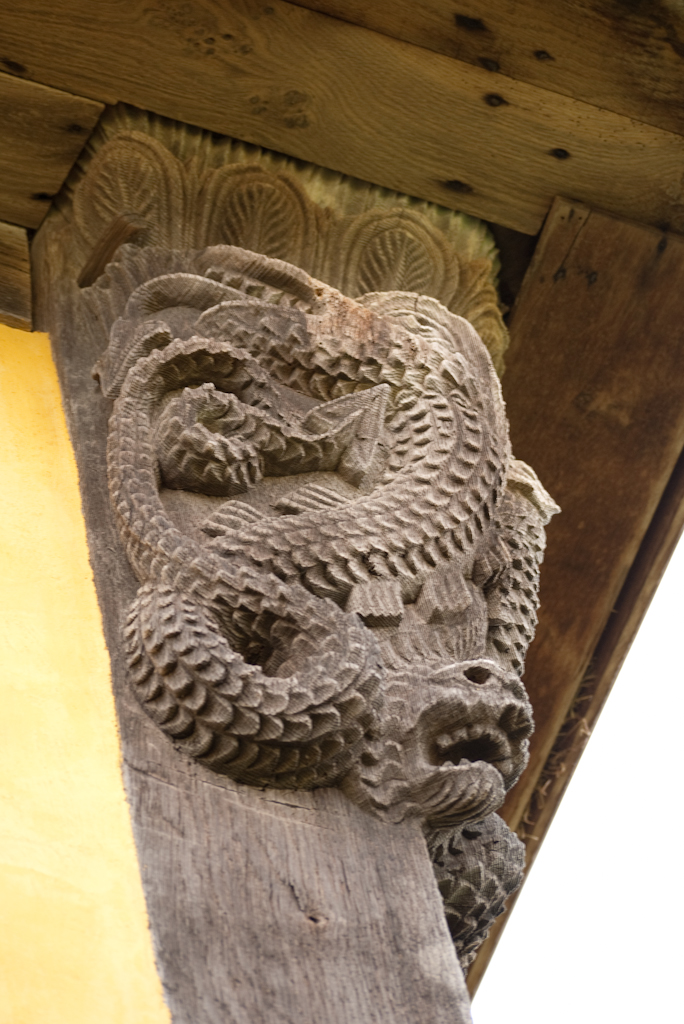
17세기 스톡세이 성에, 창세기의 뱀의 묘사가 새겨져 있다

뱀(히브리어: נחש nāḥāš)은 히브리어 성경과 신약 성경 모두에서 나온다. 뱀의 상징 또는 뱀은 고대 이집트, 가나안, 메소포타미아, 그리스의 종교와 문화 생활에 중요한 역할을 했다. 뱀은 지하세계에서 악한 힘과 혼돈의 상징 뿐만 아니라 다산, 생명과 치유의 상징이었다. "뱀"에 대한 히브리어, 나하시는 또한 점복이나 운세 관행을 의미하는 동사 형태를 포함하여, 점과 관련이 있다. 히브리어 성경에서, 나하시는 토라에서의, 에덴의 뱀을 구분하는 데 쓰인다. 히브리어 성경 걸쳐서는, 광야에서 뱀 악순환을 설명하는 사랍와 함께 사용되기도 한다. 드래곤 괴물의 형태인, 타닌 또한 히브리어 성경 전반에 걸쳐 발생한다. 출애굽기에서, 모세와 아론의 지팡이는 뱀, 특히 모세는 나하시, 아론은 타닌으로 변한다. 신약 성경에서, 요한 계시록에서는 고대 뱀과 사탄이나 악마를 식별 할 수 있는 드래곤을 여러 번 사용한다.
창세기의 뱀은 사탄으로 해석된다. 창세기 3:1은 "들짐승 중에"라고 언급하지만, 영문과 히브리어 원문 성서에서는 "들짐승들 보다"로 되어있기에 "들짐승 중에"는 번역 오류이다. 해당 구절은 들짐승들, 인간, 천사를 포함한 하나님의 모든 피조물들 보다 뱀이 더 간교하다는 의미에서 쓰여졌다고 보는 것이 적절하다. 고대 히브리어에는 모음이 없었기 때문에 창세기의 נָחָשׁ(Nā ḥāš)을 구성하는 문자는 속이는 자나 점술사로 번역될 수도 있다. 형용사의 어근으로서 이 단어는 빛나는을 뜻하는 명사를 의미하는 것으로 번역될 수 있다. 이 단어의 파생어는 성경의 여러 장소에서 동/놋의 빛을 가리키기 위해 사용되었다. 이는 성경에서 일반적으로 천사나 하나님과 관련된 특징입니다. International Standard Version 성경은 נָחָשׁ(Nā ḥāš)을 뱀 대신 빛나는 자로 번역한다. 따라서 창세기의 뱀은 종종 성서 속 뱀의 모습을 한 천사인 스랍(שָׂרָף)으로 해석된다. 창세기의 뱀을 향한 "배로 다니고"라는 저주는 피라미드 텍스트에서 뱀에게 눕거나, 쓰러지거나, 내려가거나, 기어가라고 명하는 주문과 유사하다 (피라미드 텍스트 226, 233, 234, 298, 386). 이러한 유사점은 "배로 다니고"라는 구절이 사지를 잃는 것을 의미하지 않는 다는 것을 시사한다. 오히려 공격 자세로 똑바로 서 있지 말고 유순한 자세를 하라는 것을 의미의 구절이라는 것이다. 피라미드 텍스트는 또한 뱀이 먼지/흙 속으로 사라지는 명령을 의미합니다 (피라미드 텍스트 227, 230, 237). 길가메시 서사시와 욥 16:17에서 저승은 먼지의 집이라고 불립니다. 따라서 먼지를 먹는 저주는 지하 세계로 던져지는 것을 의미할 가능성이 높다.

## 같이 보기
- 민족파충학
- 모세의 지팡이
- 아론의 지팡이
- 아스클레피오스의 지팡이
- 케뤼케이온
- 의학의 상징 케뤼케이온
- 닝기쉬지다
- 사탄; 악마; 루치펠
- 인간의 타락
- 인유
- 뱀 숭배
- 추종자 징후 신의 교회
- 오피스파
- 나아센파
- 나가